# Onthophagus aeremicans
Onthophagus aeremicans är en skalbaggsart som beskrevs av D'orbigny 1904. Onthophagus aeremicans ingår i släktet Onthophagus och familjen bladhorningar. Inga underarter finns listade i Catalogue of Life.